# Tove
Tove är ett skandinaviskt förnamn med fornnordiskt ursprung. Det kommer av namnet Tófa som är en kortform av fornnordiska kvinnonamn med anspelning på Tor, så som Þórfríðr (Torfrid) som kommer av Þórr, ’Tor; åska; tordön’, och fríðr, ’vacker’. Namnet började användas i Sverige på 1800-talet och har antagits vara en dansk variant. Andra varianter är Tova och Tuva  som antas ha samma etymologiska bakgrund.
Den 31 december 2008 fanns det totalt 6544 kvinnor i Sverige med namnet Tove, varav 5352 med det som tilltalsnamn. Vid samma tidpunkt fanns det 30 män med namnet Tove, varav 11 med det som tilltalsnamn. Det fanns även 11 personer med namnet Tove som efternamn. 
Namnsdag i Sverige den 5 mars, delas med Tora. (Åren 1986–1992 den 2 november, 1993–2000 den 10 september). I Norge har Tove och Tuva namnsdag den 2 november. I den finlandssvenska namnsdagslängden har Tove namnsdag 12 december sedan 1989. Före det hade Tove namnsdag 20 februari 1950–1988.

## Personer med namnet Tove
- Tove Adman, svensk formgivare och konsthantverkare
- Tove Alexandersson, svensk orienterare och skidorienterare, bragdmedaljör
- Tove Alsterdal, svensk författare, journalist och dramatiker
- Tove Ditlevsen, dansk författare
- Tove Edfeldt, svensk skådespelare
- Towe Jaarnek, svensk popsångare
- Tove Jansson, finlandssvensk författare
- Tove Jensen, svensk porrskådespelare
- Tove Klackenberg, svensk kriminalförfattare
- Tove Lifvendahl, svensk politiker och chefredaktör
- Tove Lindbo Larsen, dansk politiker
- Tove Lo, svensk sångerska
- Tove Meyer, dansk poet
- Tove Nielsen, dansk undervisningsminister
- Tove Nilsen, norsk författare
- Tove Styrke, svensk sångerska och låtskrivare
- Towe Widerberg, svensk dansbandsledare